# Pachybolidae
Famille
Synonymes
- Atopochetidae Attems, 1953[2]

Les Pachybolidae sont une famille de mille-pattes de l'ordre des Spirobolida.

## Liste des genres
Selon Catalogue of Life (25 novembre 2017) :
- genre Alluviobolus
- genre Aphistogoniulus
- genre Atopochetus
- genre Aulacobolus
- genre Brachyspirobolus
- genre Caprobolus
- genre Centrobolus
- genre Colossobolus
- genre Corallobolus
- genre Dactylobolus
- genre Dekanbolus
- genre Epitrigoniulus
- genre Erythroprosopon
- genre Eucentrobolus
- genre Flagellobolus
- genre Granitobolus
- genre Komphobolus
- genre Litostrophus
- genre Madabolus
- genre Metiche
- genre Microbolus
- genre Neptunobolus
- genre Ostinobolus
- genre Pachybolus
- genre Pelmatojulus
- genre Pseudocentrobolus
- genre Riotintobolus
- genre Sanguinobolus
- genre Spiromanes
- genre Spiromimus
- genre Stenobolus
- genre Titsonobolus
- genre Tonkinbolus
- genre Trachelomegalus
- genre Xenobolus
- genre Zehntnerobolus

Selon NCBI (25 novembre 2017) :
- genre Aphistogoniulus
  - Aphistogoniulus corallipes
  - Aphistogoniulus cowani
  - Aphistogoniulus erythrocephalus
  - Aphistogoniulus hova
  - Aphistogoniulus infernalis
  - Aphistogoniulus jeekeli
  - Aphistogoniulus sanguineus
  - Aphistogoniulus vampyrus
- genre Aulacobolus
  - Aulacobolus rubropunctatus
- genre Centrobolus
  - Centrobolus angelicus
  - Centrobolus rubricollis
- genre Colossobolus
  - Colossobolus semicyclus
- genre Madabolus
  - Madabolus maximus
- genre Pachybolus
  - Pachybolus ligulatus
- genre Spiromimus
  - Spiromimus simplex
  - Spiromimus triaureus
- genre Xenobolus
  - Xenobolus carnifex

Selon World Register of Marine Species (25 novembre 2017) :
- sous-famille Centrobolinae Hoffman, 1980
  - genre Centrobolus Cook, 1897
- sous-famille Pachybolinae Cook, 1897
  - tribu Pachybolini
  - genre Aphistogoniulus Silvestri, 1897
  - genre Aulacobolus Pocock, 1903
  - genre Austrostrophus Hoffman, 2003
  - genre Brachyspirobolus Carl, 1914
  - genre Calyptophyllum Brölemann, 1922
  - genre Epibolus Cook, 1897
  - genre Epitrigoniulus Brölemann, 1903
  - genre Eucentrobolus Pocock, 1903
  - genre Gabolus Enghoff, 2008
  - genre Hadrobolus Cook, 1897
  - genre Hyperbolus Enghoff, 2011
  - genre Komphobolus Carl, 1941
  - genre Litostrophus Chamberlin, 1921
  - genre Madabolus Wesener & Enghoff, 2008
  - genre Microbolus Lawrence, 1967
  - genre Neptunobolus Schubart, 1949
  - genre Pachybolus Cook, 1897
  - genre Parabolus Enghoff, 2011
  - genre Pelmatojulus De Saussure, 1860
  - genre Spiromanes De Saussure & Zehntner, 1902
  - genre Stenobolus Carl, 1918
  - genre Tonkinbolus Verhoeff, 1938
  - genre Trachelomegalus Silvestri, 1896
  - genre Xenobolus Carl, 1919
- sous-famille Spiromiminae Brölemann, 1913
  - genre Afrobolus
  - genre Nyranius Hoffman, 1963 †
  - genre Plagiascetus Hoffman, 1964 †
  - genre Pygodon De Saussure & Zehntner, 1901
  - genre Spiromimus De Saussure & Zehntner, 1901
  - genre Totobolus
- sous-famille Trigoniulinae Attems, 1909
- genre Alluviobolus Wesener, 2009
- genre Atlanticobolus Hoffman, 1979
- genre Caprobolus Wesener, 2009
- genre Colossobolus Wesener, 2009
- genre Corallobolus Wesener, 2009
- genre Crurifarcimen Enghoff, 2011
- genre Dactylobolus Golovatch & Korsós, 1992
- genre Flagellobolus Wesener, 2009
- genre Granitobolus Wesener, 2009
- genre Ostinobolus Wesener, 2009
- genre Pseudocentrobolus Wesener, 2009
- genre Riotintobolus Wesener, 2009
- genre Sanguinobolus Wesener, 2009
- genre Zehntnerobolus Wesener, 2009